# Campeonato Catarinense de Futsal
O Campeonato Catarinense de Futsal é uma competição realizada por clubes de futebol de salão do estado de Santa Catarina desde 1958, organizado pela Federação Catarinense de Futebol de Salão (FCFS).

## Campeões

### Por equipe
| Equipe          | Cidade                | Títulos                                                                      | Vices                                                     |
| --------------- | --------------------- | ---------------------------------------------------------------------------- | --------------------------------------------------------- |
| Jaraguá         | Jaraguá do Sul        | 12 (1999, 2000, 2002, 2003, 2004, 2005, 2006, 2008, 2015, 2021, 2022 e 2024) | 4 (2011, 2012, 2014 e 2023)                               |
| Joinville       | Joinville             | 8 (2009, 2010, 2012, 2013, 2014, 2017, 2020 e 2023)                          | 9 (2005, 2006, 2007, 2008, 2015, 2016, 2019, 2021 e 2024) |
| Perdigão        | Videira               | 5 (1984, 1985, 1986, 1988 e 1989)                                            | 2 (1987 e 1990)                                           |
| Hélio Moritz    | Lages                 | 4 (1967, 1968, 1969 e 1973)                                                  | 1 (1970)                                                  |
| Sadia           | Concórdia             | 3 (1990, 1992 e 1993)                                                        | 6 (1985, 1986, 1988, 1989, 1991 e 1994)                   |
| Tuper           | São Bento do Sul      | 3 (1996, 1997 e 1998)                                                        | 1 (2000)                                                  |
| Doze de Agosto  | Florianópolis         | 2 (1958 e 1964)                                                              | 2 (1968 e 1971)                                           |
| Tigre           | Joinville             | 2 (1982 e 1987)                                                              | 1 (1969)                                                  |
| Bocaiúva        | Florianópolis         | 2 (1960 e 1961)                                                              | 0                                                         |
| Chapecoense     | Chapecó               | 2 (1991 e 1995)                                                              | 0                                                         |
| Colegial        | Florianópolis         | 2 (1980 e 2007)                                                              | 0                                                         |
| Cupido          | Florianópolis         | 2 (1971 e 1974)                                                              | 0                                                         |
| Guarani         | Blumenau              | 2 (1976 e 1978)                                                              | 0                                                         |
| Concórdia       | Concórdia             | 1 (2011)                                                                     | 2 (2010 e 2017)                                           |
| Paula Ramos     | Florianópolis         | 1 (1962)                                                                     | 2 (1961 e 1963)                                           |
| Florianópolis   | Florianópolis         | 1 (2016)                                                                     | 1 (2009)                                                  |
| Joaçaba         | Joaçaba               | 1 (2019)                                                                     | 1 (2018)                                                  |
| Nerede          | Rio do Sul            | 1 (1994)                                                                     | 1 (1992)                                                  |
| Ratti           | Joaçaba               | 1 (1979)                                                                     | 1 (1981)                                                  |
| Servidores      | Lages                 | 1 (1972)                                                                     | 1 (1973)                                                  |
| Tubarão         | Tubarão               | 1 (2018)                                                                     | 1 (2022)                                                  |
| 1º de Julho     | Lages                 | 1 (1981)                                                                     | 0                                                         |
| AABB            | Chapecó               | 1 (2001)                                                                     | 0                                                         |
| ADIEE           | Florianópolis         | 1 (1975)                                                                     | 0                                                         |
| Caravana do Ar  | Florianópolis         | 1 (1966)                                                                     | 0                                                         |
| Cecrisa         | Criciúma              | 1 (1977)                                                                     | 0                                                         |
| Guarany         | Joinville             | 1 (1963)                                                                     | 0                                                         |
| Joaçaba         | Joaçaba               | 1 (1983)                                                                     | 0                                                         |
| Tipso           | Itajaí                | 1 (1970)                                                                     | 0                                                         |
| AA BESC         | Florianópolis         | 0                                                                            | 4 (1974, 1975, 1978 e 1980)                               |
| Anjo Química    | Criciúma              | 0                                                                            | 3 (2001, 2002 e 2003)                                     |
| Cruzeiro do Sul | Joinville             | 0                                                                            | 3 (1958, 1964 e 1972)                                     |
| Criciúma        | Criciúma              | 0                                                                            | 2 (1979 e 1995)                                           |
| União           | Criciúma              | 0                                                                            | 2 (1982 e 1984)                                           |
| Xaxiense        | Xaxim                 | 0                                                                            | 2 (1996 e 1997)                                           |
| AABB            | Blumenau              | 0                                                                            | 1 (1962)                                                  |
| Berlanda        | Curitibanos           | 0                                                                            | 1 (1998)                                                  |
| Canecos         | Chapecó               | 0                                                                            | 1 (1976)                                                  |
| Comercial       | São Miguel do Oeste   | 0                                                                            | 1 (1983)                                                  |
| Futsal Clube    | Blumenau              | 0                                                                            | 1 (1993)                                                  |
| Incocesa        | Tubarão               | 0                                                                            | 1 (1977)                                                  |
| Itamirim        | Itajaí                | 0                                                                            | 1 (2004)                                                  |
| Metal Dourat    | Joinville             | 0                                                                            | 1 (1967)                                                  |
| Pimpa           | Itajaí                | 0                                                                            | 1 (1960)                                                  |
| Rio do Sul      | Rio do Sul            | 0                                                                            | 1 (2013)                                                  |
| Samrig          | Joinville             | 0                                                                            | 1 (1966)                                                  |
| São Lourenço    | São Lourenço do Oeste | 0                                                                            | 1 (2020)                                                  |
| São Miguel      | São Miguel do Oeste   | 0                                                                            | 1 (1999)                                                  |

### Por cidade
| #   | Cidade                | Títulos | Vices |
| --- | --------------------- | ------- | ----- |
| 1º  | Florianópolis         | 12      | 9     |
| 2º  | Jaraguá do Sul        | 12      | 4     |
| 3º  | Joinville             | 11      | 15    |
| 4º  | Lages                 | 6       | 2     |
| 5º  | Videira               | 5       | 2     |
| 6º  | Concórdia             | 4       | 8     |
| 7º  | Joaçaba               | 3       | 2     |
| 8º  | Chapecó               | 3       | 1     |
| 9º  | São Bento do Sul      | 3       | 1     |
| 10º | Blumenau              | 2       | 2     |
| 11º | Criciúma              | 1       | 7     |
| 12º | Itajaí                | 1       | 2     |
| 13º | Rio do Sul            | 1       | 2     |
| 14º | Tubarão               | 1       | 2     |
| 15º | São Miguel do Oeste   | 0       | 2     |
| 16º | Xaxim                 | 0       | 2     |
| 17º | Curitibanos           | 0       | 1     |
| 18º | São Lourenço do Oeste | 0       | 1     |